# Splietsdorf
Splietsdorf è un comune del Meclemburgo-Pomerania Anteriore, in Germania.
Appartiene al circondario (Kreis) di Pomerania Anteriore-Rügen ed è parte della comunità amministrativa (Amt) di Franzburg-Richtenberg.

## Frazioni
| - Holthof - Müggenwalde - Quitzin | - Sievertshagen - Vorland - Splietsdorf |